# TFAP2B
TFAP2B (англ. Transcription factor AP-2 beta) – білок, який кодується однойменним геном, розташованим у людей на короткому плечі 6-ї хромосоми. Довжина поліпептидного ланцюга білка становить 460 амінокислот, а молекулярна маса — 50 474.
| 10         |  | 20         |  | 30         |  | 40         |  | 50         |
| ---------- |  | ---------- |  | ---------- |  | ---------- |  | ---------- |
| MHSPPRDQAA |  | IMLWKLVENV |  | KYEDIYEDRH |  | DGVPSHSSRL |  | SQLGSVSQGP |
| YSSAPPLSHT |  | PSSDFQPPYF |  | PPPYQPLPYH |  | QSQDPYSHVN |  | DPYSLNPLHQ |
| PQQHPWGQRQ |  | RQEVGSEAGS |  | LLPQPRAALP |  | QLSGLDPRRD |  | YHSVRRPDVL |
| LHSAHHGLDA |  | GMGDSLSLHG |  | LGHPGMEDVQ |  | SVEDANNSGM |  | NLLDQSVIKK |
| VPVPPKSVTS |  | LMMNKDGFLG |  | GMSVNTGEVF |  | CSVPGRLSLL |  | SSTSKYKVTV |
| GEVQRRLSPP |  | ECLNASLLGG |  | VLRRAKSKNG |  | GRSLRERLEK |  | IGLNLPAGRR |
| KAANVTLLTS |  | LVEGEAVHLA |  | RDFGYICETE |  | FPAKAVSEYL |  | NRQHTDPSDL |
| HSRKNMLLAT |  | KQLCKEFTDL |  | LAQDRTPIGN |  | SRPSPILEPG |  | IQSCLTHFSL |
| ITHGFGAPAI |  | CAALTALQNY |  | LTEALKGMDK |  | MFLNNTTTNR |  | HTSGEGPGSK |
| TGDKEEKHRK |  |            |  |            |  |            |  |            |

A: Аланін

C: Цистеїн

D: Аспарагінова кислота

E: Глутамінова кислота

F: Фенілаланін

G: Гліцин

H: Гістидин

I: Ізолейцин

K: Лізин

L: Лейцин

M: Метіонін

N: Аспарагін

P: Пролін

Q: Глутамін

R: Аргінін

S: Серин

T: Треонін

V: Валін

W: Триптофан

Кодований геном білок за функціями належить до активаторів, фосфопротеїнів. 
Задіяний у таких біологічних процесах, як транскрипція, регуляція транскрипції, альтернативний сплайсинг. 
Білок має сайт для зв'язування з ДНК. 
Локалізований у ядрі.